# Valle de Acumuer
El valle de Acumuer o valle del Aurín es un valle pirenaico de Aragón que recorre el río Aurín y situado en la comarca oscense del Alto Gállego, en el municipio de Sabiñánigo.

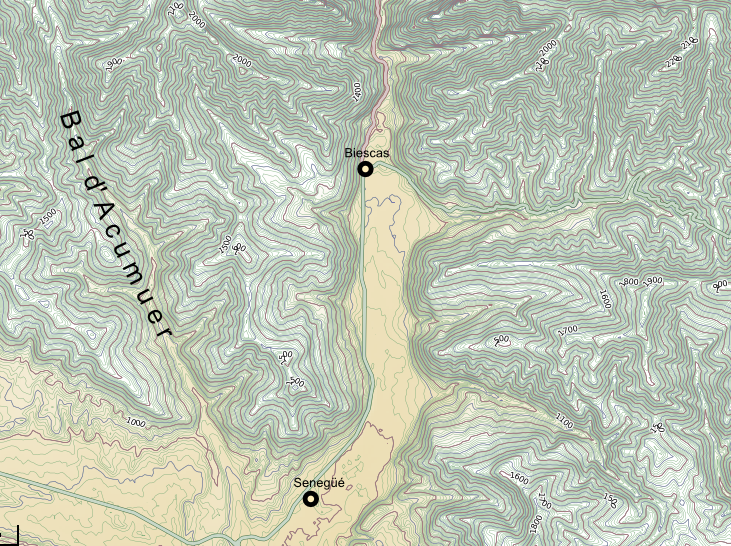
Mapa del valle

En él se ubican las localidades de Isín, Asqués, Bolás, Asún y su capital, Acumuer. Actualmente son despoblados, excepto Acumuer. El acceso va desde Sabiñánigo por Larrés.
Geográficamente se encuentra con el Sobremonte por el este, al sur con la Val Ancha, al este con la Garcipollera y al norte con a sierra de la Partacua, siendo la Peña Retona (2.764 m) el punto más alto de esta y del valle. Al final del valle se encuentra la punta Escarra, junto al ibón de Bucuesa, nacedero del río Aurín. 
La cabecera del valle posee un lugar de importancia comunitaria (LIC) conocido como Las Turberas de Acumuer, con una superficie de 13 hectáreas. Además, 91 hectáreas de la ribera del Aurín también se encuentran en un LIC, con bosques de pinos, abetos y robles.
Al ser un valle cerrado, se han conservado sus tradiciones e identidad cultural, incluido el idioma aragonés.

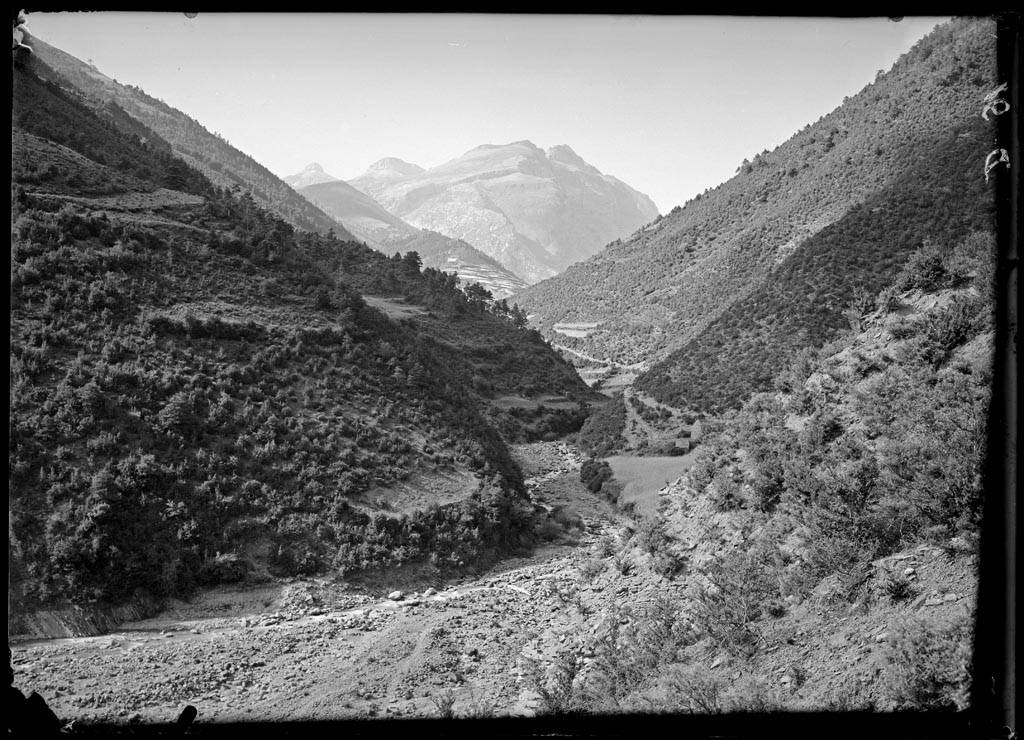

Entre los años 1979 y 1990 se extrajo gas natural de yacimientos descubiertos en el valle, siendo los más importantes de Aragón. Actualmente se usan como almacenes de gas.